# Robert Bachem (Verleger)
Robert Bachem (* 7. Juni 1863 in Köln; † 7. Juli 1942 ebenda) war ein deutscher Verleger und Buchhändler.

## Leben
Robert Bachem wuchs als Sohn des Verlagsbuchhändlers und Buchdruckereibesitzers Josef Bachem (1821–1893) und seiner Gemahlin Katharina geborene Degen (1831–1921) zusammen mit fünf Geschwistern in einer katholischen Familie auf und wurde 1863 in der Pfarrkirche St. Mariä Himmelfahrt in Köln getauft. Er besuchte die Realschule I. Ordnung in Köln, wo er 1882 das Abitur ablegte. Nach einer Lehrzeit im Bankhaus Camphausen in Köln und einer kaufmännischen Ausbildung arbeitete er ab 1887 in der 1818 gegründeten väterlichen Firma als Verlagsbuchhändler, Buchdruckereibesitzer und Zeitungsverleger.
Er gehörte der Deutschen Zentrumspartei an und wechselte nach der „Machtergreifung“ der Nationalsozialisten zur NSDAP.
Bachem gehörte 1894 zu den Mitgründern des Vereins Deutscher Zeitungsverleger und wurde später zweiter Vereinsvorsitzender. Auch den Verein Rheinischer Zeitungsverleger gründete er im Jahre 1911 mit und wurde zum Ersten Vorsitzenden gewählt. In der Deutschen Buchdrucker-Berufsgenossenschaft war er Vorstandsmitglied sowie langjähriges Mitglied der Industrie- und Handelskammer Köln.

## Ehrungen
- Päpstlicher St.-Gregorius-Orden
- Roter-Adler-Orden
- Zivilkriegsauszeichnung

## Familie
Mit Minna geb. Sieger schloss er am 22. September 1891 den Bund der Ehe. Gemeinsam hatten sie vier Kinder und lebten in Köln, Gereonshof 5. Seine Ehefrau verstarb 1939 im Alter von 68 Jahren.